# Charles Léo Lesquereux
Charles Léo Lesquereux (18 de noviembre de 1806, Fleurier, Cantón de Neuchâtel - 25 de octubre de 1889, Columbus (Ohio) fue un paleobotánico, y briólogo suizo.

## Biografía
Era hijo de Aimé (hugonote francés) y de Marie Anne Lesquereux. Debido a un accidente infantil, queda medio sordo, y progresivamente fue quedando muy sordo. Su padre quería que continuara su oficio de realizar resortes para relojes. Pero su madre deja que finalice sus estudios en la "Academia de Neufchatel", y va a Weimer, donde se especializa en fósiles y en musgos. Allí conoce a la que sería su esposa Sophia von Reichenberg.
Especialista de turberas, trabaja para el gobierno suizo de 1844 a 1848, antes de instalarse en Boston. Es continuador del trabajo técnico de Louis Agassiz (1807-1873, con quien cultivó una amistad hasta su deceso) sobre la formación de hulla.
LLega a EE. UU. en 1848 completamente sordo. Y conduce las investigaciones acerca de los depósitos de carbón en Illinois, Indiana, Misisipi, y Kentucky. Fue colaborador de William Starling Sullivant en sus estudios de briología, ya que Lesquereux era especialista en fósiles botánicos. A pesar de su extrema sordera y nunca resuelta dificultad para escribir correctamente el inglés, participó en nueve expediciones botánicas.
Fue intensamente paleobotánico, dejando de frecuentar los círculos de sus colegas, por lo que a su muerte, no existieron necrológicas, pasando inadvertidamente.

## Algunas publicaciones
- Contributions to the Fossil Flora of the Western Territories (en tres partes): parte 1: The Cretaceous Flora, 1874; parte 2: The Tertiary Flora, 1888; parte 3: The Cretaceous and Tertiary Floras, 1884

- con Thomas P. James. Manual of the Mosses of North America, 1884

- Description of the Coal Flora of the Carboniferous Formation in Pennsylvania and Throughout the United States. Tres vols. 1880-1884

- con William Starling Sullivant. Musci Americani Exsiccata, 1856, 2ª ed. 1865

- Icones Muscorum, 2 vols. 1864

- Catalogue of the Fossil ... from the Coal Measures of North America, 1858

## Honores
Fue miembro de la National Academy of Sciences.

### Eponimia
Género de fanerógama
- ( Familia Brassicaceae) Lesquerella S.Watson 1888[3]

Género de ameba
- Lesquereusia